# Evropští demokraté
Evropští demokraté (zkratka ED) byla část skupiny (frakce) Evropského parlamentu EPP-ED, jako její konzervativní a euroskeptická „podskupina“.

## Počátky
Podskupina ED vznikla z původní Evropské konzervativní skupiny (European Conservative Group, ECG), vytvořené poslanci britské Konzervativní strany v Evropském parlamentu v roce 1972, kdy Británie přistoupila k tehdejšímu Evropskému společenství. V následujících letech se k této skupině přidali další pravicoví poslanci a v roce 1979 se přejmenovala na Evropskou demokratickou skupinu (European Democratic Group, EDG). Na přelomu 70. a 80. let byla EDG třetím nejsilnějším seskupením Evropského parlamentu.
Koncem 80. let ale EDG ztratila mnohé členy, kteří přestoupili do středověji a křesťansko-demokraticky orientované skupiny Evropské lidové strany (European People's Party, EPP), tehdy dominované německou CDU. EDG, zase převážně tvořená britskými Konzervativci, brzy ztratila na významu a v roce 1992 formálně přestala existovat. Stala se „přidruženou stranou“ skupiny EPP, která ale na rozdíl od dnešní ED zastupuje evropskou integraci.
Euroskeptičtí Konzervativci se ale dále snažili o zvýšení svého vlivu. V roce 1999 dosáhli dohody s EPP, kterou si zajistili vliv větší než by jim podle poměru křesel patřil, a připojili se k nově pojmenované skupině EPP-ED.

## Východní rozšíření
Další posílení viděli v blížícím se rozšíření EU o nové členy bývalého sovětského bloku, v jejich pravicových stranách. Tyto naděje se ale po východním rozšířením EU v roce 2004 nesplnily. Podle některých proto, že tyto strany byly jenom podle jména pravicové, podle jiných proto, že se snažily připojit k silnějším mocenským blokům v EU.
Jedině česká ODS se připojila ke konzervativní a euroskeptické skupině Evropských demokratů, ostatní strany „nových zemí“ se připojily k EPP nebo k jiným seskupením, jako Unie pro Evropu národů (Union for Europe of the Nations, UEN) nebo Nezávislost / Demokracie (Independce / Democracy, IND/DEM).

## Dnes, další vývoj
Dnes má skupina Evropských demokratů v bloku EPP-ED něco přes deset procent křesel. Jako euroskeptická skupina ale odmítá stát se jednou z evropských politických stran. Stejně odmítá financování z daní vybíraných EU, což si může dovolit díky silným sponzorům.
Jedna část britských Konzervativců, pod vedením Davida Camerona, se zasazuje o vystoupení ze skupiny EPP-ED, zatímco další část tento krok odmítá protože by znamenal oslabení vlivu v EP (např. David Davis). Případnou podporu takového kroku přislíbily česká ODS, polská Prawo i Sprawiedliwość, a francouzská Rassemblement pour la France.
Někteří z proponentů založili novou organizaci Alianci pro otevřenou Evropu (Alliance for an Open Europe), o něco později také Hnutí pro evropskou reformu (Movement for European Reform).

## Členové ED
(seřazeno sestupně podle počtu členů)
| Země               | Strana                                                                                                   | Od                                  | Do                |
| ------------------ | --- | ----------------------------------- | ----------------- |
| Spojené království | Konzervativní strana (Conservative Party, CP) Ulsterská unionistická strana (Ulster Unionist Party, UUP) | 17. červenec 2004 20. červenec 2004 | 22. červen 2009   |
| Česko              | Občanská demokratická strana                                                                             | 14. červenec 2004                   | 22. červen 2009   |
| Portugalsko        | Lidová strana (Partido Popular)                                                                          | 20. červenec 2004                   | 2006              |
| Itálie             | Strana důchodců (Partito dei Pensionati)                                                                 | 20. červenec 1999                   | 14. červenec 2009 |
| Dánsko             | Konzervativní lidová strana                                                                              | 17. červenec 1979                   | 1. květen 1992    |
| Španělsko          | Lidová aliance                                                                                           | 10. červen 1987                     | 25. červenec 1989 |

## Zastoupení vEP
Výsledky voleb do Evropského parlamentu (zdroj):
| Rok  | Počet mandátů | V procentech |
| ---- | ------------- | ------------ |
| 1979 | 63 křesel     | 14,5 %       |
| 1984 | 67 křesel     | 12,9 %       |
| 1989 | 34 křesel     | 6,6 %        |
| 1994 | 24 křesel     | 3,8 %        |
| 1999 | 38 křesel     | 6,1 %        |
| 2004 | 29 křesel     | 4,0 %        |